# 列城县

列城县在拉達克的位置

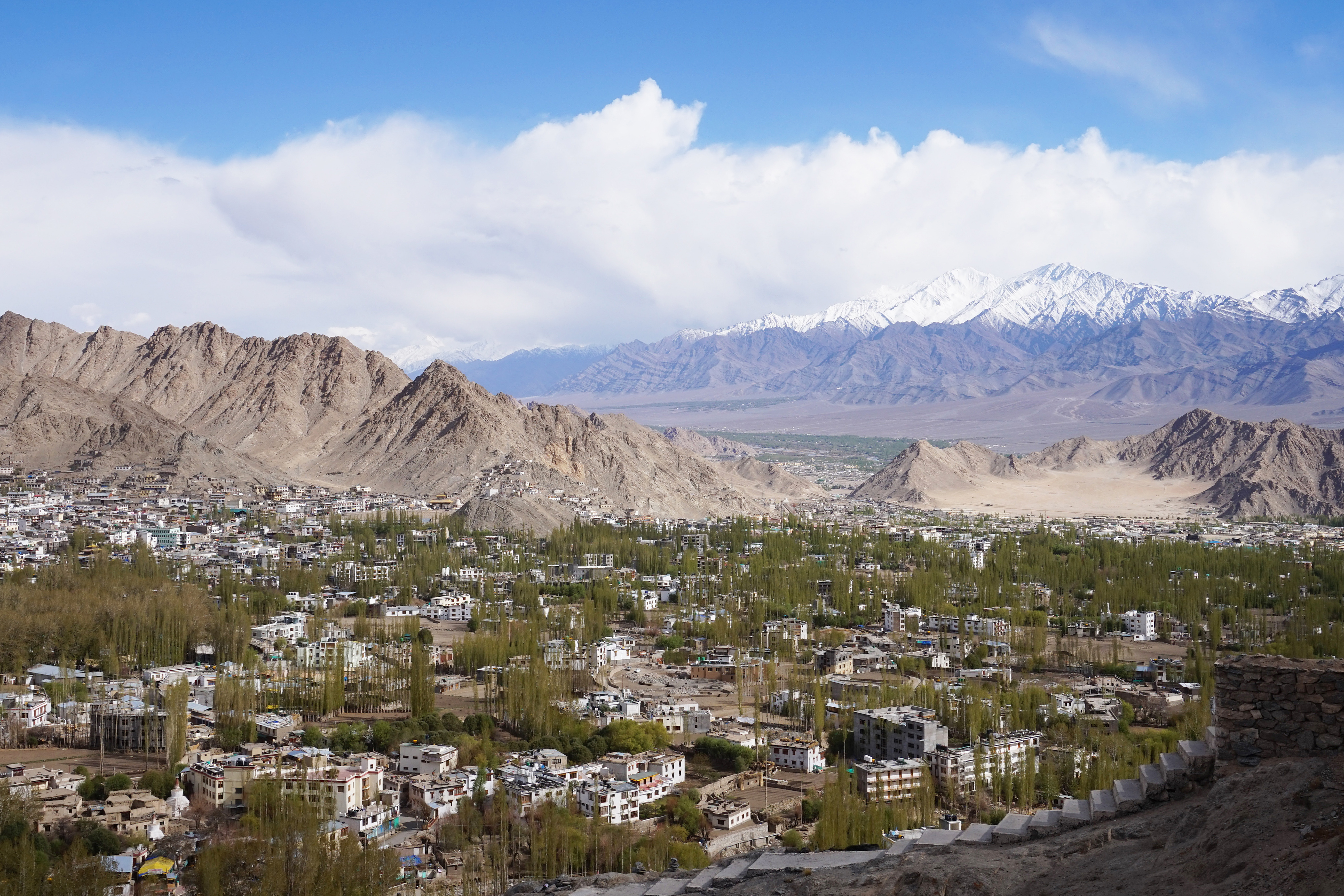
列城

 列城县（Leh district）地处印度拉達克，跨越北纬32～36度，东经75～78度的大片地区，人口11.76万人（2001）。拉达克地区在印巴分治以后成为印、巴二国争议热点地区，一直伴随冲突；印度占领以后设立拉达克县（Ladakh district）。1979年7月1日，印度政将拉达克县拆分为列城县和卡基尔县（Kargil district），西部为卡基尔县，东半部为列城县。2017年，该地区被宣布为无烟区。国家烟草控制计划下的卫生服务局于8月宣布了地位，与民间社会、宗教和妇女团体合作，“妇女参与反烟草运动取得了重大成功”。
列城县西北与巴控克什米尔巴尔蒂斯坦接壤，北面与锡亚琴冰川相连，东北与中国新疆（阿克塞钦地区）和西藏自治区交接。县治列城。列城县境内主要居民以藏族人为主，大约84％的人口信仰藏传佛教，其余属于什叶派穆斯林。因1989年爆发佛教徒和穆斯林之间的冲突和骚乱，之后拉达克人要求從查谟-克什米尔邦独立出来直属印度联邦政府管辖，1993年成立了拉达克自治委员会（Ladakh Autonomous Hill Development Council, Leh），拉达克自治委员会管辖卡基尔县和列城县。另外，中国对现列城县巴里加斯部分地区有主权争议。